# ブライ (ジロンド県)
ブライ（Blaye）は、フランスのヌーヴェル＝アキテーヌ地域圏ジロンド県にある人口4千人ほどの小さなコミューンである。現地では「ブライユ」と発音される。

## 地理
県北部、ジロンド川の右岸にあり、ボルドーからは鉄道で56kmほど北に行ったところである。一部はかつてのサントンジュ州に属し、残りはアンシャン・レジーム時代にギュイエンヌに属していた。ブライエ地方の中心であり、6000ヘクタールものワイン用ブドウ畑が広がる。
村にある港から、ワインをはじめ、穀物・果実・小麦粉などの産物が積み出され、農産物の集散地として、また、ジロンド川下流右岸地域の中心都市として発展している。

## 気候
ジロンドで典型的な海洋性気候である。夏は暑く、冬は温暖で、降雨は冬に集中する。平均降雨量は1月に100mmで、7月はその半分になる。

## 交通
- 道路 - 県道137号線はシャラント＝マリティーム県のミランボーやサントまでつながっている。近くのA10はボルドーで接続される。

## 歴史
17世紀、ボルドー港の防衛用にヴォーバンが築いたブライ要塞が残る。現在UNESCO世界遺産ヴォーバンの防衛施設群の1つとして登録されている。

## ワイン
ボルドーワインの産地の一つ、ブライAOC生産の中心地になっている。

## 人口統計
| 1962年 | 1968年 | 1975年 | 1982年 | 1990年 | 1999年 | 2006年 |
| ------ | ------ | ------ | ------ | ------ | ------ | ------ |
| 4291   | 4355   | 4051   | 4559   | 4286   | 4666   | 4687   |

参照元:1968年以降INSEE

## 姉妹都市
- ツュルピヒ、ドイツ
- タラガ、スペイン
- マシン、ルーマニア